# Biscopinghof
Biscopinghof, Bischopinchof oder Bispinghof bedeutet Hof des Bischofs. Die Biscopinghöfe waren unmittelbar dem Bischof von Münster unterstellt. Neben dem Bispinghof in Münster sind weitere Bispinghöfe im Münsterland bekannt, darunter der Bispinghof in Nordwalde, der Richthof in Billerbeck.
Der Bishof von Osnabrück besaß einen Bispinghof in Ascheberg.
Auch vom Bischof von Utrecht ist bekannt, dass er einen Biscopinghof in Lonneker hatte.
Des Weiteren hat sich Bischopinck als Nachname bis heute gehalten.